# Vela ai Giochi della IV Olimpiade - 6 metri
La competizione della categoria 6 metri  di vela ai Giochi della IV Olimpiade si tenne dal 27 al 29 luglio 1908 presso Ryde, Isola di Wight

## Risultati
Si disputarono 3 regate sulla distanza di 13 miglia. La classifica era stilata secondo il numero di vittorie, seguito dai punti assegnati come (3-2-1) per primi tre posti in ogni regata.
| Pos.    | Barca               | Equipaggio                                         | Vittorie | Punti Totali | 1ª regata | 1ª regata | 1ª regata | 2ª regata | 2ª regata | 2ª regata | 3ª regata | 3ª regata | 3ª regata |
| Pos.    | Barca               | Equipaggio                                         | Vittorie | Punti Totali | Pos.      | Tempo     | Punti     | Pos.      | Tempo     | Punti     | Pos.      | Tempo     | Punti     |
| ------- | ------------------- | -------------------------------------------------- | -------- | ------------ | --------- | --------- | --------- | --------- | --------- | --------- | --------- | --------- | --------- |
| Oro     | Dormy Regno Unito   | Gilbert Laws Thomas McMeekin Charles Crichton      | 2        | 7            | 1°        | 3h52'14"  | 3         | 1°        | 4h17'23"  | 3         | 3°        | 4h19'33"  | 1         |
| Argento | Zut Belgio          | Léon Huybrechts Louis Huybrechts Henri Weewauters  | 1        | 4            | 3°        | 3h56'20"  | 1         | 4*        | 4h19'17"  | 0         | 1°        | 4h13'46"  | 3         |
| Bronzo  | Guyoni Francia      | Henri Arthus Louis Potheau Pierre Rabot            | 0        | 4            | 4°        | 4h03'21"  | 0         | 2°        | 4h17.55"  | 2         | 2°        | 4h15'16"  | 2         |
| 4       | Sibindi Regno Unito | John Leuchars William Leuchars Frank Smith         | 0        | 3            | 2°        | 3h54'06"  | 2         | 3*        | 4h18'19"  | 1         | 4°        | 4h19'47"  | 0         |
| 5       | Freja Svezia        | Karl-Einar Sjögren Birger Gustafsson Jonas Jonsson | 0        | 0            | 5°        | 4h24'00"  | 0         | 5°        | 4h36h48"  | 0         | 5°        | 4h59'51"  | 0         |